# Jožef Banfi
Jožef Banfi es un deportista yugoslavo que compitió en natación adaptada. Ganó cuatro medallas en los Juegos Paralímpicos de Verano en los años 1980 y 1984.

## Palmarés internacional
| Juegos Paralímpicos | Juegos Paralímpicos                              | Juegos Paralímpicos | Juegos Paralímpicos |
| Año                 | Lugar                                            | Medalla             | Prueba              |
| ------------------- | ------------------------------------------------ | ------------------- | ------------------- |
| 1980                | Arnhem (Países Bajos)                            | Medalla de oro      | 100 m braza D1      |
| 1980                | Arnhem (Países Bajos)                            | Medalla de oro      | 150 m estilos D1    |
| 1984                | Nueva York (EE. UU.) Stoke Mandeville (R. Unido) | Medalla de plata    | 100 m espalda A1    |
| 1984                | Nueva York (EE. UU.) Stoke Mandeville (R. Unido) | Medalla de bronce   | 100 m braza A1      |